# Motualama
Motualama ist eine kleine Riffinsel im Riffsaum des Atolls Nukulaelae im Inselstaat Tuvalu.

## Geographie
Motualama ist fast mit dem benachbarten, größeren Fenulaiago zusammengewachsen.